# Autorité régionale de transport métropolitain

Logo der ARTM

Die Autorité régionale de transport métropolitain (ARTM, dt. „Regionale Stadtverkehrsbehörde“) ist eine Regierungsbehörde in der kanadischen Provinz Québec, die für die Planung, Organisation und Finanzierung des öffentlichen Nahverkehrs auf dem Gebiet der Communauté métropolitaine de Montréal zuständig ist. Sie ist Nachfolgerin der Agence métropolitaine de transport (AMT) und des Conseil intermunicipal de transport (CIT). Am 1. Juni 2017 nahm sie ihre Tätigkeit auf und übernahm die Planungsaufgaben der AMT sowie sämtliche Aufgaben des CIT. Die frühere AMT ist seither unter der neuen Bezeichnung exo nur noch für den Betrieb der Vororteisenbahnen und verschiedener Buslinien zuständig.

## Aufgaben
In Zusammenarbeit mit dem Verkehrsministerium von Québec organisiert und überwacht die ARTM die Planung und Preisgestaltung des öffentlichen Nahverkehrs in den Gemeinden der Communauté métropolitaine de Montréal, in Saint-Jérôme und in Kahnawake. Vier öffentliche Verkehrsbetriebe, die u. a. als Betreiber fungieren, unterstehen seiner Zuständigkeit:
- Réseau de transport de Longueuil (RTL)
- Réseau de transport métropolitain (unter der Marke exo)
- Société de transport de Laval (STL)
- Société de transport de Montréal (STM)

Die ARTM kann auch vertragliche Vereinbarungen mit anderen Betreibern öffentlicher Nahverkehrsmittel in ihrem Gebiet treffen. Dies geschah insbesondere mit der Caisse de dépôt et de placement du Québec im Rahmen der Bauarbeiten am Réseau express métropolitain (REM). Zuständig ist die ARTM auch für die Chipkarte Carte OPUS, 61 Park+Ride-Standorte, Busterminals und verschiedene andere Projekte. Ihre Aufgaben umfassen:
- Planung und Errichtung von Verkehrsangeboten
- Koordination von öffentlichen Verkehrsmitteln
- Verwaltung der Fahrgeldeinnahmen
- Förderung des Verkehrsflusses auf dem Hauptstraßennetz
- Wartung, Verbesserung oder Ersatz von Ausrüstung und Infrastruktur des öffentlichen Nahverkehrs

Für einige ihrer Einrichtungen, wie z. B. Busterminals, kann die ARTM den Betrieb an eines der vier Verkehrsunternehmen unter ihrer Zuständigkeit delegieren.

## Preisgestaltung
Seit 2017 werden die Fahrpreise für Nahverkehrszüge und Busse von der ARTM reguliert, richten sich aber noch immer nach den Tarifbestimmungen, die von den einzelnen Verkehrsbetrieben vor der Gründung von exo festgelegt wurden. Es gibt daher mehrere Preislisten, die für die verschiedenen Verkehrsangebote gelten.
Jeder Sektor von exo verfügt über eigene lokale Tarifbestimmungen, die es den Nutzern ermöglichen, von den Bus- und Sammeltaxidiensten eines bestimmten Gebiets zu profitieren, das in der Regel eine oder mehrere Städte umfasst. Mit übergreifenden Tarifen können alle Verkehrsmittel genutzt werden, die in einem konzentrischen Bereich um das Stadtzentrum von Montreal angeboten werden. Derzeit gibt es acht Tarifzonen. Ein Fahrschein für eine Zone ermöglicht den Zugang zu allen Verkehrsmitteln in dieser Zone und in allen Zonen, die näher am Stadtzentrum von Montreal liegen, unabhängig vom Verkehrsbetrieb, der in dieser Zone Dienstleistungen anbietet.